# تحلیل واریانس چندمتغیره

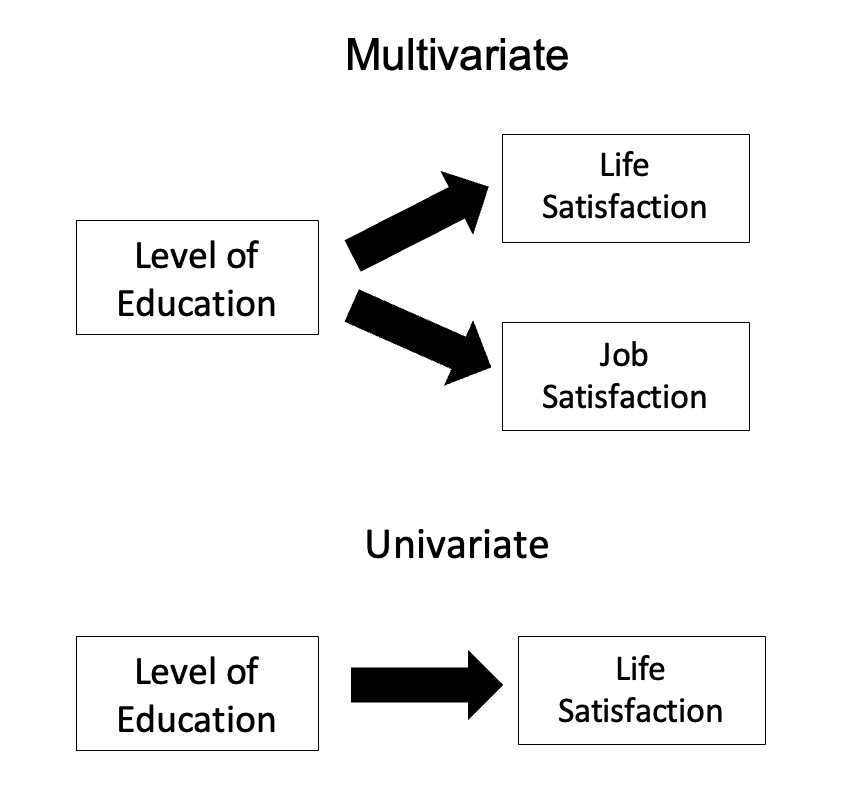
تصویر تاثیر متغیره مستقل (Level of Education) بروی متغییرهای وابسته(Job Satisfaction,Life Satisfaction)

آنالیز واریانس چند متغیره (به انگلیسی: Multivariate Analysis of Variance) یا مانوا، شکل بسط داده شدهٔ آنوا است اگر در پژوهش‌ها بخواهیم تأثیر یک یا چند متغیر مستقل را بر روی بیش از یک متغیر وابسته را مقایسه کنیم از تحلیل واریانس چند متغیره (MANOVA) استفاده می‌شود (مقایسهٔ دو گروه تحت تأثیر چند متغیر). این تحلیل برای پاسخ دادن به دو سؤال مناسب است:
1. آیا تغییر در متغیرهای مستقل اثرات مشخصی روی متغیرهای وابسته می‌گذارد؟
2. رابطهٔ بین متغیرهای مستقل و وابسته چیست؟

## مفروضه‌ها
1. مقیاس اندازه‌گیری باید نسبی یا فاصله‌ای باشد (عدد در معنای ریاضی)
2. توزیع متغیرها نرمال باشد (در صورت چولگی شدید یا خطایی بیش از 2 استفاده نمی‌شود)؛ کولموگروف-اسمیرنوف یا شاپیرو-ویلک معنا دار نشد، توزیع نرمال است.
3. همگنی واریانس‌ها وجود داشته باشد.
4. مشاهدات مستقل باشند.